# تشمة حقي (قلعة خواجة)
تشمة حقي (بالفارسية: چشمه حقی) هي منطقة سكنية تقع في إيران في قسم قلعة خواجة الريفي. يقدر عدد سكانها بـ 139 نسمة بحسب إحصاء 2016.